# Pionery-geroi
Pionery-geroi (russisk: Пионеры-герои) er en russisk spillefilm fra 2015 af Natalja Kudrjasjova.

## Medvirkende
- Natalija Kudrjasjova som Olga Krasko
- Darja Moroz som Katja Jelisejeva
- Aleksej Mizin som Andrej Sergejev
- Aleksandr Userdin
- Sima Vybornova